# Петър Славов – Кера
Вижте пояснителната страница за други личности с името Петър Славов.
Петко Петров Славов по-известен под псевдонима Петър Славов – Кера е български художник, живописец. Псевдонима си взима от името на баща си Петър, и името на майка си Кера, и подписва творбите си като Петър Славов – Кера.

## Биография
Роден на 17 септември 1908 г. в село Трънково, Старозагорско. Завършва гимназия в Стара Загора и Асеновград, а през 1931 г. постъпва в Художествената академия, която завършва през 1935 г. със специалност декорация и графика при проф. Васил Захариев. През 1936 г. завършва Учителския институт. По време на следването си е бил секретар на БОНСС, заради което попада в затвора като политически затворник. По-късно става гимназиален учител и работи в Разлог, Карлово, Пловдив и София. Като художник членува в Дружеството на южнобългарските художници, а по-късно е избран за негов председател. През 1947 г. е избран за отговорен секретар на СБХ и е на тази работа до 1952 г. Но както пише проф. Ружа Маринска в монографията си за Петър Славов, името му е останало „странно непознато“. Причините за това са политически, свързани с Априлския пленум и забраната за участие в изложби в продължение на 20 години. Първата си самостоятелна изложба прави едва през 1976 г.
През 1984 г. на „Шипка“ 6 е организирана втората му самостоятелна изложба, на която заедно с по-стари творби, са показани и някои от новите му картини, които могат да се характеризират като сатирична живопис, близка до символизма. В творчеството на Петър Славов – Кера основно място заема пейзажът. Както градският, така и природният. Но хората винаги имат своето място в него и това русо момиченце (неговата дъщеря – Пиринка), което присъства в повечето картини. Включването на човека в пейзажите не само ги оживява, но и спомага за правилното възприемане на „мащаба“. Ружа Маринска пише следното: „Петър Славов работи главно в областта на пейзажа. „Старата воденица“, „Тополи“, Пловдив-зиме“ и още доста други, погледнати както в своята живописна концепция, така и като предпочитание към определен тип градски пейзаж, представляват значителен интерес за изкуството ни от това време... С цикъла си пейзажи от началото на 40-те години Петър Славов органично се включва в тази интересна страница от развитието на българския пейзажен жанр и го обогатява със свои лични нотки“.
Умира през 1988 в София.

## Творчество
В творчеството на Петър Славов – Кера има няколко яркоизразени периода. Най-ранните му творби са „академични“, граничещи с късния сецесион. Колоритът е по-мек, „пастелен“, мазката е плътна и многопластова. През 50-те години пейзажите му постепенно се променят стилистично, за да напише Ружа Маринска следното: „През 60-те и 70-те ... в тези късни пейзажи – пастелни скици и маслени работи-много неща са се променили. В тях има повишена багреност, живописнaтa фактура е станала по-лека и по-въздушна. Композициите са по-динамични, пространствено по-разтворени.“
В последните години от живота си Петър Славов – Кера създава голям цикъл от маслени творби, които нарича „гротески“. Те са малки по формат, но въздействието им е много силно и нееднозначно. За тях проф. Ружа Маринска пише: „Като видения от сънища... В карнавалната бъркотия на тези малки гротескни композиции изведнъж пристъпва нещо остро и жестоко дисонантно. Мярка се зловещият профил на Мефисто. Прастари символи и днешна клоунада, вечни образи на човешкото падение и въздигане, болка и гняв са се слели в тези незвани притчи, освобождаващи напластени страдания и заплетени мисли.“
Картини на Петър Славов – Кера се намират в Националната художествена галерия, Софийската градска художествена галерия, ОХГ Пловдив, ОХГ Русе, ОХГ Сливен, ОХГ Стара Загора, ОХГ Кюстендил, ОХГ Варна, ОХГ Смолян и много други. Негови творби има в Гърция, Албания и Сърбия както и в много частни колекции.
През по-голямата част от творческия му живот до него е неотлъчно неговата съпруга Анна Славова, която със своята богата култура и високи естетически възгледи е най-верният му другар и помощник в творческия му път.